# مكتشف ياهو
مُكتشف ياهو (بالإنجليزية: Yahoo! Site Explorer)‏ هيَ خدمة كانت تسمح للمستخدمين برؤية معلومات عن مواقعهم الإلكترونية الموجودة في فهارس محركات بحث ياهو، وقد تم إغلاق هذه الخدمة في 21 نوفمبر 2011 حيثُ تم دمجها مع أدوات مشرفي محركات البحث بينج.